# Rivarennes (Indre i Loira)
Rivarennes és un municipi francès, situat al departament de l'Indre i Loira i a la regió de Centre – Vall del Loira. L'any 2007 tenia 880 habitants.

## Demografia

### Població
El 2007 la població de fet de Rivarennes era de 880 persones. Hi havia 311 famílies, de les quals 70 eren unipersonals (35 homes vivint sols i 35 dones vivint soles), 99 parelles sense fills, 121 parelles amb fills i 21 famílies monoparentals amb fills.
La població ha evolucionat segons el següent gràfic:
Habitants censats

### Habitatges
El 2007 hi havia 400 habitatges, 330 eren l'habitatge principal de la família, 38 eren segones residències i 32 estaven desocupats. 393 eren cases i 5 eren apartaments. Dels 330 habitatges principals, 270 estaven ocupats pels seus propietaris, 54 estaven llogats i ocupats pels llogaters i 6 estaven cedits a títol gratuït; 1 tenia una cambra, 18 en tenien dues, 55 en tenien tres, 106 en tenien quatre i 151 en tenien cinc o més. 264 habitatges disposaven pel capbaix d'una plaça de pàrquing. A 130 habitatges hi havia un automòbil i a 176 n'hi havia dos o més.

### Piràmide de població
La piràmide de població per edats i sexe el 2009 era:
| Homes | Edats   | Dones |
| ----- | ------- | ----- |
| 0     | 95 o +  | 0     |
| 0     | 90 a 94 | 0     |
| 0     | 85 a 89 | 4     |
| 8     | 80 a 84 | 20    |
| 16    | 75 a 79 | 12    |
| 24    | 70 a 74 | 12    |
| 8     | 65 a 69 | 32    |
| 32    | 60 a 64 | 16    |
| 12    | 55 a 59 | 8     |
| 24    | 50 a 54 | 16    |
| 44    | 45 a 49 | 28    |
| 24    | 40 a 44 | 36    |
| 32    | 35 a 39 | 32    |
| 32    | 30 a 34 | 16    |
| 12    | 25 a 29 | 16    |
| 20    | 20 a 24 | 20    |
| 48    | 15 a 19 | 28    |
| 20    | 10 a 14 | 16    |
| 12    | 5 a 9   | 32    |
| 28    | 0 a 4   | 8     |

## Economia
El 2007 la població en edat de treballar era de 531 persones, 404 eren actives i 127 eren inactives. De les 404 persones actives 365 estaven ocupades (204 homes i 161 dones) i 38 estaven aturades (15 homes i 23 dones). De les 127 persones inactives 42 estaven jubilades, 40 estaven estudiant i 45 estaven classificades com a «altres inactius».

### Ingressos
El 2009 a Rivarennes hi havia 376 unitats fiscals que integraven 968 persones, la mediana anual d'ingressos fiscals per persona era de 16.214 €.

### Activitats econòmiques
Dels 32 establiments que hi havia el 2007, 3 eren d'empreses alimentàries, 1 d'una empresa de fabricació d'altres productes industrials, 8 d'empreses de construcció, 4 d'empreses de comerç i reparació d'automòbils, 2 d'empreses de transport, 3 d'empreses d'hostatgeria i restauració, 1 d'una empresa immobiliària, 3 d'empreses de serveis, 6 d'entitats de l'administració pública i 1 d'una empresa classificada com a «altres activitats de serveis».
Dels 10 establiments de servei als particulars que hi havia el 2009, 1 era una oficina de correu, 1 taller de reparació d'automòbils i de material agrícola, 3 fusteries, 3 electricistes, 1 perruqueria i 1 restaurant.
Dels 3 establiments comercials que hi havia el 2009, 1 era una botiga de menys de 120 m², 1 una botiga d'electrodomèstics i 1 una botiga de material de revestiment de parets i terra.
L'any 2000 a Rivarennes hi havia 19 explotacions agrícoles que ocupaven un total de 222 hectàrees.

## Equipaments sanitaris i escolars
L'únic equipament sanitari que hi havia el 2009 era una farmàcia.
El 2009 hi havia una escola maternal integrada dins d'un grup escolar amb les comunes properes formant una escola dispersa.

## Poblacions més properes
El següent diagrama mostra les poblacions més properes.